# Kylix (gastrópodo)
Kylix es un género de moluscos gastrópodos marinos perteneciente a la familia Drilliidae.

## Especies
Este género contiene las siguientes especies:
- Kylix alcyone (Dall, 1919)
- Kylix contracta McLean & Poorman, 1971
- Kylix halocydne (Dall, 1919)
- Kylix hecuba (Dall, 1919)
- Kylix ianthe (Dall, 1919)
- Kylix impressa (Hinds, 1843)
- Kylix panamella (Dall, 1908)
- Kylix paziana (Dall, 1919)
- Kylix rugifera (Sowerby I, 1834)
- Kylix woodringi McLean & Poorman, 1971
- Kylix zacae Hertlein & Strong, 1951